# Portevinia altaica
Portevinia altaica är en tvåvingeart som först beskrevs av Stackelberg 1925.  Portevinia altaica ingår i släktet örtblomflugor, och familjen blomflugor. Inga underarter finns listade i Catalogue of Life.